# هیولی
هیولی به معنای ماده و اصل و عنصر اشیاء امری مورد اختلاف نیست.

## هیولی
هیولی: عنصر. مایه. ماده، این لفظ یونانی است و به معنی اصل و ماده و در اصطلاح فلسفه آن جوهری است در جسم که آنچه بر جسم عارض می‌شود از آن اتصال و انفصال می‌پذیرد و آن محل است برای صورت جسمی و صورت نوعی.
هیولی به نزد حکما چیزی است که صورت‌ها را به‌طور مطلق می‌پذیرد بدون تخصیص به صورتی معین و آن را ماده نیز گویند چنان‌که در بحرالجواهر بدان اشاره رفته‌است و در کشف اللغات گوید: هیولی چیزی است که صورت اسماء در آن ظاهر گردد و صوفیه آن را اعیان ثابته گویند و متکلمان حقایق اشیاء و حکما ماهیات اشیاء.
ماده در لغت، مؤنث (ماد) بوده و به معنای مایه و اصل هر چیز است.

## مولانا
تا از آن جامد اثر گیرد ضمیر - حبذا نان بی هیولای خمیر.

## ملا صدرا
اصطلاح هیولی (هیولا) هم به معنای (قوه) و هم به معنای (ماده) است.
هیولی (ماده اولی) جوهری که هیچ‌گونه فعلیتی ندارد، مگر بالقوه بودن، و پذیرای صورت‌های متعدد است، که از آن به «قوه محض» نیز تعبیر می‌شود.

## ارسطو
ارسطو، بن مایه اصلی اشیاء و اصل بنیادین (آرخه) عالم را «هیولا» و «صورت» می‌داند.
مسلمانان، ابوعلی سینا و حکمای مکتب مشایی از قول ارسطو پیروی کرده‌اند.
بنابراین صورت می‌پذیرد، هر یک از عناصر مرکب از اجزاء هیولی و قوه (هوله، چوب نتراشیده). ی

## خواجه نصیرالدین طوسی
مفهوم هیولی را خواجه نصیرالدین طوسی در قالب پرسش و پاسخ در کتاب تصورات بیان نموده است.
سوال:-چون هیچ جسمی، بی هیولی و صورتی که بر او سابق باشد در وجود نمی‌آید چون است که تو ذکر ایجاد فلک کردی و از هیولی و صورت هیچ نگفتی؟
جواب:-هیولی و صورت آنجا لازم آید که نفس کلی تصورات ذات عقل اول کرد و او را کامل دانست و از دانستن او عقل را کامل ،صورت که از حیز کمال است موجود گشت و چون تصور ذات خود کرد خود را ناقص دانست و از دانستن او خود را ناقص هیولی که از حیز نقصان است موجود گشت. و این دو اعتبار از آنجا نفس را لازم آمد که او را دو روی است رویی با وحدت دارد و رویی با کثرت.